# Pieterskerkhof (Utrecht)
Het Pieterskerkhof is een straat in het centrum van de Nederlandse stad Utrecht. Ze eindigt in een doodlopend pleintje dat ook deze naam draagt. De straat kent een lange geschiedenis

## Geschiedenis
In de Romeinse tijd (circa 50-270 n.Chr) bevond zich hier de oostelijke vicus naast het fort Traiectum aan de rivier de Rijn. Uit de 5e eeuw dateren een drietal vroeg-Frankische graven, waaronder twee kindergraven met rijke grafgiften.
Rond 1040 is de Pieterskerk gebouwd en dit nog bestaande kerkgebouw vormt vandaag de dag een prominente plek in de straat. Het gebied rond de Pieterskerk viel vanuit de middeleeuwen onder de immuniteit van Sint-Pieter. In de noord- en oostzijde van het Pieterskerkhof zijn nog altijd contouren zichtbaar van middeleeuwse claustrale kavels met destijds huizen van de kanunniken. Omstreeks 1300 bestond het meest westelijke deel van het Pieterskerkhof tot aan de huidige Pieterstraat reeds als weg. In het gebied bevond zich tevens een kerkhof.
Na de Reformatie (circa 1570) werd in Utrecht op grote schaal katholiek bezit ontnomen. Vervolgens werden onder meer nieuwe straten aangelegd zoals de Pieterstraat in deze voormalige immuniteit (1644). De claustrale huizen kregen daarbij particuliere eigenaren en een oriëntatie op de Kromme Nieuwegracht in plaats van zoals voorheen op het Pieterskerkhof.
Vandaag de dag staan aan het Pieterskerkhof zo'n 11 monumentale bouwwerken waaronder het Van Schijndelhuis van Mart van Schijndel (circa 1992). Basisschool ODBS Pieterskerkhof heeft er tevens een onderwijslocatie.